# Caterina Navarria
Caterina Navarria (Údine, 24 de abril de 1992) es una deportista italiana que compite en esgrima, especialista en la modalidad de sable. En los Juegos Europeos de Bakú 2015 obtuvo una medalla de plata en la prueba por equipos.

## Palmarés internacional
| Juegos Europeos | Juegos Europeos   | Juegos Europeos  | Juegos Europeos   |
| Año             | Lugar             | Medalla          | Prueba            |
| --------------- | ----------------- | ---------------- | ----------------- |
| 2015            | Bakú (Azerbaiyán) | Medalla de plata | Sable por equipos |